# Büttstedt
Büttstedt település Németországban, azon belül Türingiában. Lakosainak száma 861 fő (2023. december 31.).

## Népesség
A település népességének változása:
| Lakosok száma | 852  | 855  | 868  | 878  | 861  |
|               | 2017 | 2019 | 2021 | 2022 | 2023 |